# O Preço de uma Vida
O Preço de uma Vida é uma telenovela escrita por Thalma de Oliveira — sobre original de Félix Caignet —, dirigida por Henrique Martins e exibida pela TV Tupi em São Paulo e pela TV Rio no Rio de Janeiro às 21h30, de 16 de agosto de 1965 a fevereiro de 1966.

## Sinopse
Tula de Linhares padece de uma doença rara, e só o dr. Valcourt, homem velho e deformado, é capaz de salvá-la. A sabedoria do médico, porém, não se restringia à medicina, mas à filosofia e à vida, o que faz Tula vencer sua repugnância e lentamente passar a admirá-lo. Mas surgem vilões para se interpor no caminho.

## Elenco
- Sérgio Cardoso .... Dr. Augusto Valcourt
- Nívea Maria .... Tula de Linhares
- David José .... Dionísio
- Geórgia Gomide .... Luciana
- Isaura Bruno .... Maria
- Amílton Fernandes .... Dom André Campusano
- Percy Aires .... Pepe
- Meire Nogueira .... Conchita
- Elísio de Albuquerque .... Don Antônio
- Eduardo Abbas